# Canton de Domérat-Montluçon-Nord-Ouest
Le canton de Domérat-Montluçon-Nord-Ouest est une ancienne division administrative française située dans le département de l'Allier en région Auvergne.

## Géographie
Le canton était délimité depuis le décret du 15 janvier 1982 par la commune de Domérat et « la portion de territoire de la ville de Montluçon délimitée par l'avenue Jean-Nègre (comprise) (à partir du carrefour de Bien Assis) et par la ligne S.N.C.F. Saint-Sulpice—Laurière ».

## Histoire
Le canton a été créé par un décret du 15 janvier 1982. Il est issu de la division du canton de Montluçon-Nord, créé par un décret du 25 juillet 1973.
Il est supprimé en mars 2015 à la suite des élections départementales : le chef-lieu, Domérat, a rejoint le nouveau canton de Montluçon-1. En outre, la délimitation des cantons de Montluçon est modifiée.

## Représentation
| Période | Période | Identité                    | Étiquette | Qualité |
| ------- | ------- | --------------------------- | --------- | --- |
| 1982    | 1985    | Henri Guichon (1921-2002)   | PCF       | Ouvrier agricole, ouvrier métallurgiste, ouvrier du bâtiment puis permanent politique Président du Conseil Général (1979-1982) Ancien conseiller général de Montluçon-Ouest (1955-1973) et Montluçon-Nord (1973-1982) |
| 1985    | 2004    | Jean Desgranges (1939-2012) | PCF       | Ouvrier mécanicien puis permanent politique Maire de Domérat (1976-2008) |
| 2004    | 2015    | Marc Malbet                 | PS        | Professeur de collège Maire de Domérat (2008-2020) Suppléant du député Bernard Lesterlin (2007-2012) Elu en 2015 dans le Canton de Montluçon-1                                                                        |

## Composition
Le canton de Domérat-Montluçon-Nord-Ouest se composait d’une fraction  de la commune de Montluçon et d'une autre commune. Il comptait 11 703 habitants (population municipale) au 1er janvier 2012.
| Nom                 | Code Insee | Intercommunalité        | Population (dernière pop. légale)               |
| ------------------- | ---------- | ----------------------- | ----------------------------------------------- |
| Domérat (chef-lieu) | 03101      | CA Montluçon Communauté | 8 985 (2014)                                    |
| Montluçon           | 03185      | CA Montluçon Communauté | Fraction : 2 673 (2012) Commune : 37 289 (2014) |

## Démographie
| 1982 | 1990 | 1999 | 2006   | 2011   | 2012   |
| ---- | ---- | ---- | ------ | ------ | ------ |
| -    | 0    | 0    | 11 838 | 11 736 | 11 703 |